# Triangulação (geometria)
Em geometria, uma triangulação é uma subdivisão de um objeto geométrico em simplexos. Em particular, no plano isto é uma subdivisão em triângulos, daí o nome. A triangulação de uma região tri-dimensional seria a subdivisão do seu "volume" em tetraedros ("pirâmides" de várias formas e tamanhos) "contidos" na superfície.
Na maioria dos casos, os triângulos de uma triangulação são obrigados a cumprir aresta - por - aresta e vértice-a-vértice.
Diferentes tipos de triangulação podem ser definidos, dependendo tanto do objeto geométrico que será subdividido como da forma como a subdivisão é determinada.
- A triangulação {\displaystyle T} do {\displaystyle \mathbb {R} ^{n+1}} é a subdivisão do {\displaystyle \mathbb {R} ^{n+1}} em simplexos {\displaystyle (n+1)} -dimensionais tais que qualquer dois simplexos em {\displaystyle T} se intersectam em uma face comum (que é um simplexo de qualquer dimensão menor) ou não em todas, e qualquer conjunto limitado em {\displaystyle \mathbb {R} ^{n+1}} intercepta apenas um número finito de simplexos em {\displaystyle T}. Ou seja, este é um complexo simplicial localmente finito que cobre o espaço inteiro.
- A triangulação de um conjunto de pontos, isto é, a triangulação de um conjunto discreto de pontos {\displaystyle P\subset \mathbb {R} ^{n+1}}, é uma subdivisão da envoltória convexa dos pontos em simplexos tais que, quaisquer dois simplexos se cruzam em uma face comum ou não em todos, e de tal forma que o conjunto de vértices dos simplexos coincide com {\displaystyle P}. Frequentemente o uso e os estudos sobre a triangulação de um conjunto de pontos incluem a triangulação de Delaunay (para pontos em posição geral, o conjunto de simplexos que estão circunscritos por uma bola aberta que não contém pontos de entrada) é a triangulação de peso mínimo (a triangulação de um conjunto de pontos, visa minimizar a soma dos comprimentos das arestas).
- Em cartografia, uma rede irregular triangularizada é um ponto de ajuste de triangulação de um conjunto de pontos bidimensionais em um conjunto com elevações para cada ponto. O levantamento cada ponto do plano à sua altura elevada, levanta os triângulos da triangulação em superfícies tridimensionais, que formam uma aproximação de um relevo tridimensional.
- A triangularização de polígonos é uma subdivisão de um determinado polígono em triângulos reunião aresta-por-aresta, novamente com a propriedade de que o conjunto de vértices do triângulo coincide com o conjunto de vértices do polígono. Triangulações Poligonais podem ser encontrados em tempo linear e formam a base de vários algoritmos geométricos importantes, incluindo uma solução simples para o problema da arte galeria. A triangulação de Delaunay restringida é uma adaptação da triangulação de Delaunay a partir de conjuntos de pontos para polígonos ou, mais geralmente, para planar gráficos em linha reta.
- No método de elementos finitos, triangulações são frequentemente utilizados como a malha subjacente na computação. Neste caso, os triângulos devem formar uma subdivisão do domínio a ser simulado, mas em vez de restringir os vértices dos pontos de entrada, que é permitido adicionar pontos Steiner adicionais como vértices. De modo a ser adequado como malhas de elementos finitos, uma triangulação deve ser também em forma de triângulos, de acordo com critérios que dependem dos detalhes da simulação de elementos finitos, por exemplo, alguns métodos requerem que todos os triângulos ser de direita ou agudo, formando malhas nonobtuse . Muitos técnicas articuladas são conhecidas, incluindo algoritmos de refinamento de Delaunay, como Segundo algoritmo de Chew e Algoritmo de Ruppert.
- Em espaços topológicos mais gerais, a triangulação do espaço geralmente se refere ao complexo simplicial que é homeomorfo ao espaço.

O conceito de uma triangulação também pode ser generalizado para as subdivisões em formas relacionadas com triângulos. Em particular, um pseudo-triangulação de um conjunto de pontos é uma partição da fronteira convexa dos pontos em pseudo-triângulos, polígonos como os triângulos têm exatamente três vértices convexos. Como a triangulação de um conjunto de pontos, as pseudo-triangulações são obrigadas a ter seus vértices nos pontos dados de entrada.